# Dolmen von Séchebec
Der Dolmen von Séchebec befindet sich in der Rue de l’Échassier im Osten von Cognac, im Westen des Département Charente in Frankreich. Dolmen ist in Frankreich der Oberbegriff für neolithische Megalithanlagen aller Art (siehe: Französische Nomenklatur).
Es ist ein 1958 ausgegrabener Dolmen vom Typ Angevin. Der auf acht Tragsteinen ruhende gebrochene Deckstein ist etwa 8,05 m lang, 2,8 m breit und 0,5 m dick. Die Kammer ist innen 2,4 m breit und 4,8 m lang. Die Orthostaten bilden eine ursprünglich etwa 1,60 m hohe Kammer. Der Dolmen war zu einer unbestimmten Zeit Gegenstand der Zerstörung. Vom einst deckenden Hügel wurden keine Spuren gefunden.
Zu den Funden gehören 500 Keramikscherben, die von etwa 20 Gefäßen stammen. Einige waren Glockenbecher. Von den anderen gehört eine Urne zu den seltenen Zeugnissen der neolithischen Peu-Richardien-Gruppe (3400–2900 v. Chr.). Die anderen Objekte sind Messer, Pfeilspitzen, Stein- und Knochenwerkzeuge und Nadeln, sowie Perlenschmuck und Zähne.
Einige der gefundenen Objekte stammen aus der Neuzeit: eine merowingische Gürtelschnalle und ein Penny des französischen Kaiserreichs (1852 bis 1870).
Der Dolmen von Séchebec wurde 1930 zum Monument historique erklärt und nach der Ausgrabung von 1958 restauriert.